# Engolasters

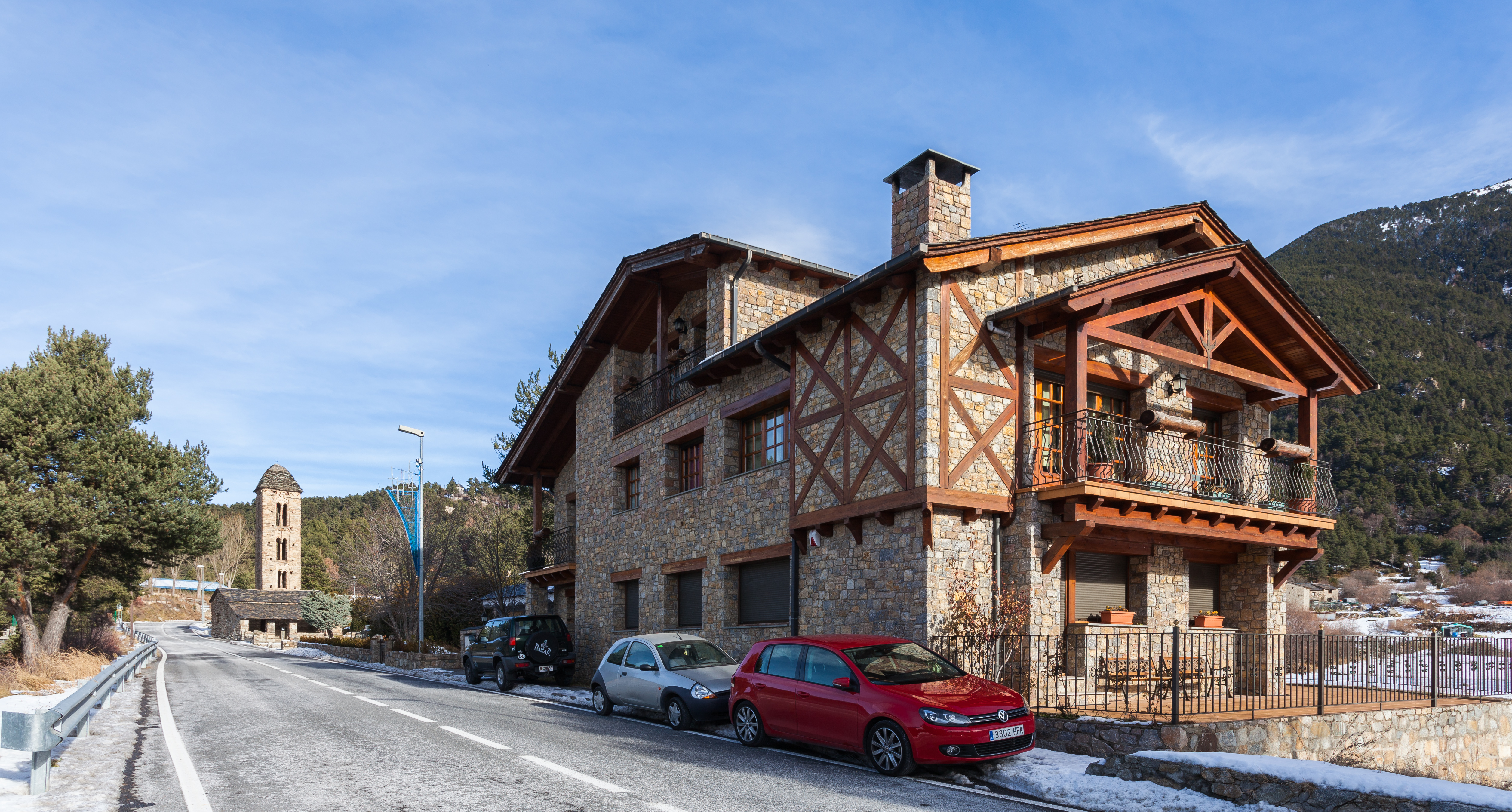
Casa de la localidad.

Engolasters es una localidad de la parroquia andorrana de Las Escaldas-Engordany, situada a 1504 metros de altitud. Etimológicamente significa «que engulle los astros».

## Sant Miquel d’Engolasters

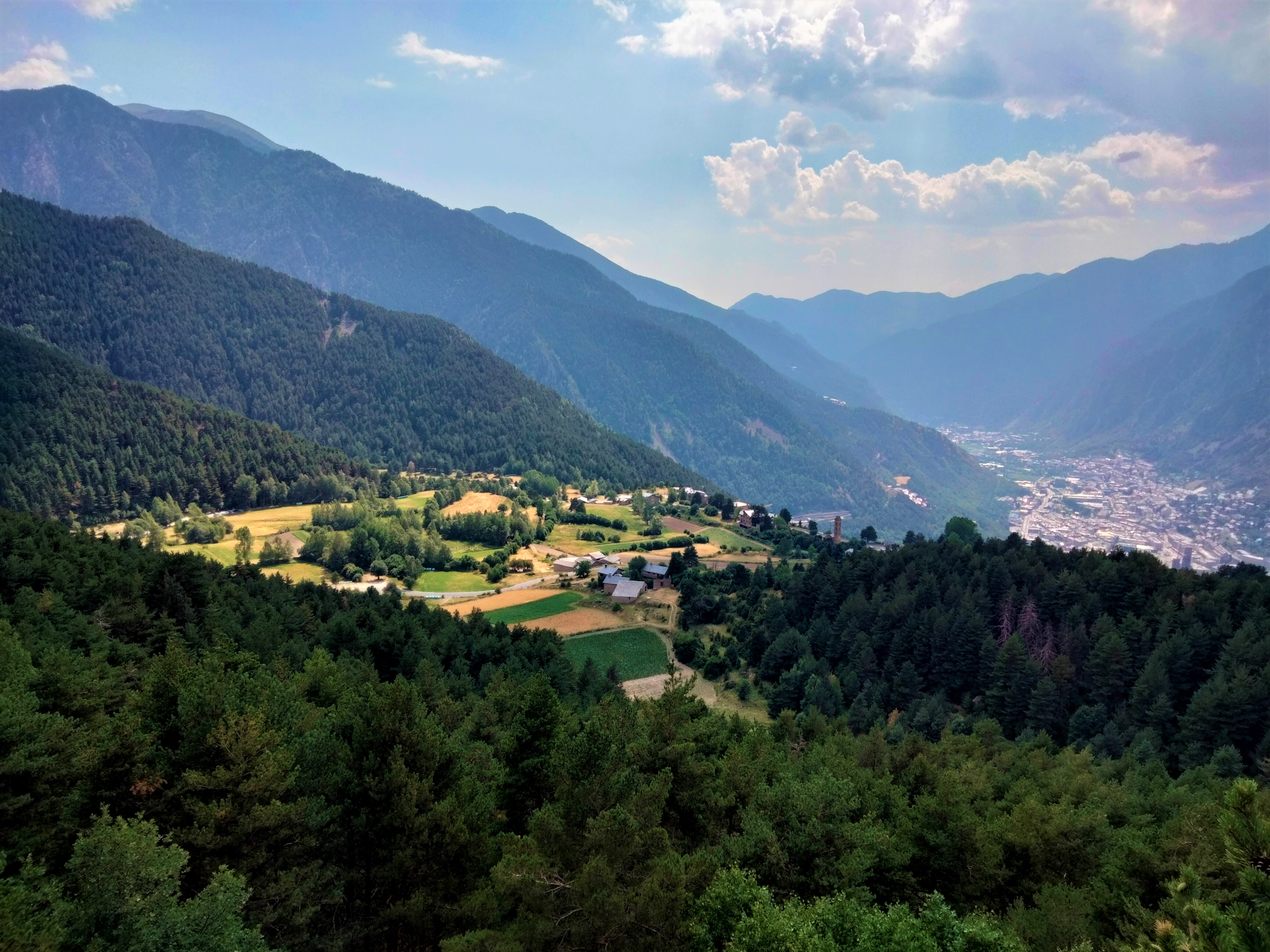
Engolasters desde el Mirador del Circuit de les Fonts, visto desde una altura de unos 1.650 m. Se ve el núcleo de población de Engolasters, el llano de Engolasters y la iglesia románica de Sant Miquel de Engolasters. Al fondo a la derecha se encuentra el núcleo de Andorra la Vieja y Escaldas-Engordañ

La iglesia de San Miguel de Engolasters de estilo románico y es de la primera mitad del siglo XII, y posee un campanario de estilo lombardo. El ábside se encuentra decorado con reproducciones de las pinturas murales románicas originales, actualmente conservadas en el Museo Nacional de Arte de Cataluña de Barcelona.

## Lago de Engolasters
Al norte de la localidad, en la parroquia de Encamp, se encuentra el lago de Engolasters, de origen glacial.
La leyenda afirma que aquí existía un pueblo de descreídos que fue engullido por el agua. De noche se concentraban las brujas andorranas, se desnudaban y chapoteaban en el agua. Los habitantes masculinos de Engolasters subían a espiarlas, pero si alguno era descubierto, las brujas lo transformaban en un gato negro. Se dice que las brujas desaparecieron a principios del siglo XX coincidiendo con la instalación de las antenas de Radio Andorra y la construcción de una presa para la central de las Fuerzas Hidroeléctricas de Andorra, inaugurada en 1934.

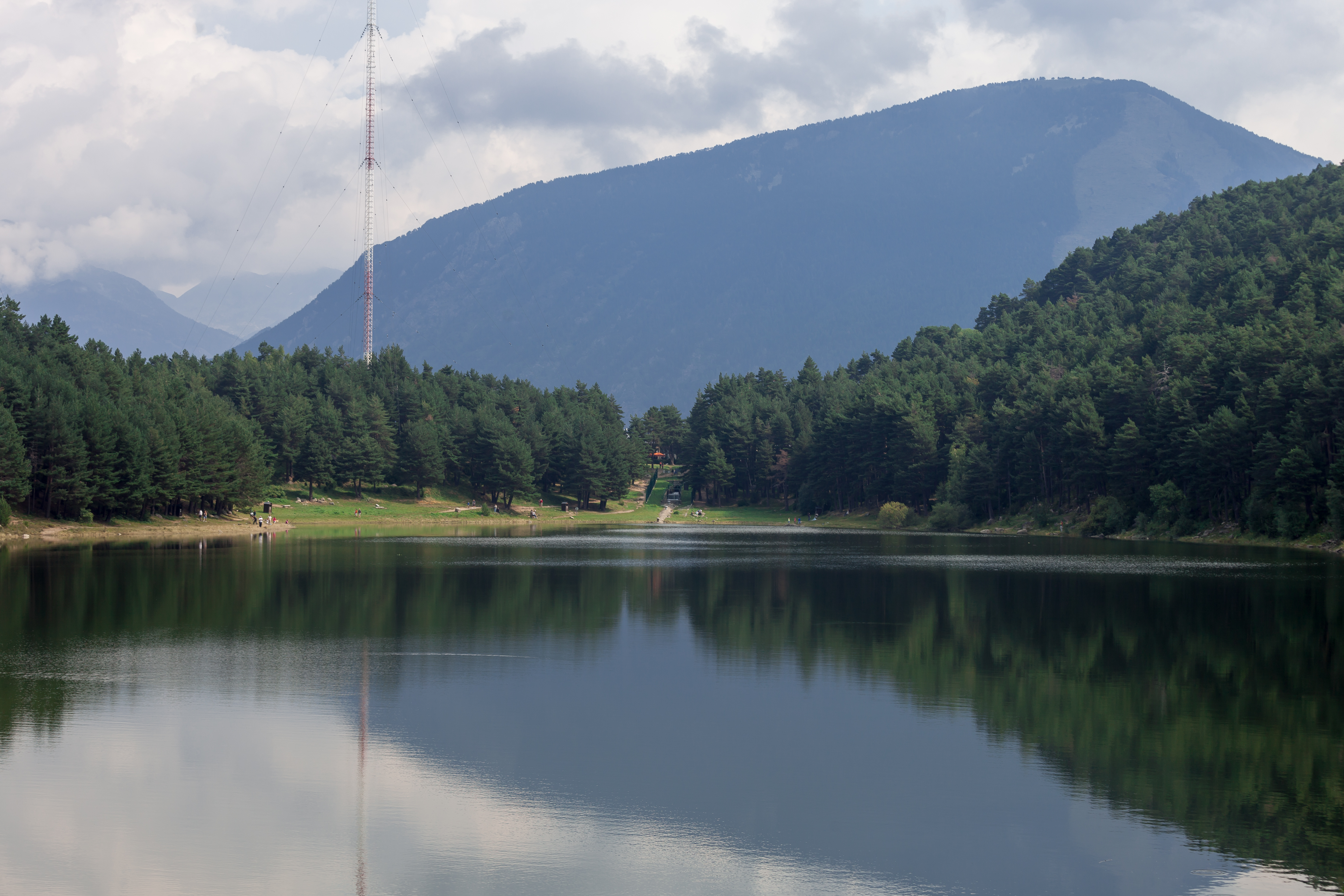
Embalse de Engolasters.